# Steve Grossman
Steve Grossman (New York, 18 gennaio 1951 – New York, 13 agosto 2020) è stato un sassofonista statunitense di musica jazz, attivo nei generi fusion e hard bop.

## Biografia
Grossman iniziò il suo rapporto con la musica studiando il sax contralto dall'età di otto anni, strumento a cui aggiunse il sax soprano a 15 e il sax tenore a 16 anni. Debuttò come professionista nel 1969, sostituendo Wayne Shorter nella formazione di Miles Davis, con cui incise l'album A Tribute to Jack Johnson. Dal 1971 al 1973 fece parte del gruppo del batterista Elvin Jones. Dall'inizio degli anni settanta ha lavorato come freelance e ha condotto formazioni proprie, tra le altre lo "Steve Grossman Trio." Dotato di una timbrica potente, nella tradizione hard bop, Grossman ha al suo attivo collaborazioni con molti dei protagonisti del jazz contemporaneo. Da diversi anni viveva a Bologna.

## Discografia

### Da solista
- Some Shapes to Come, con Gene Perla, Don Alias, 1974
- Terre Firma, con Gene Perla, Jan Hammer, Don Alias, 1977
- Hold the Line con Juini Booth, Hugh Lawson, Masahiro Yoshida, 1984
- Love Is The Thing con Billy Higgins, Cedar Walton, David Williams, 1985
- Steve Grossman Quartet Vol 1 & 2, 1985
- Standards con Walter Booker, Fred Henke, Masahiro Yoshida, 1985
- Katonah con Takehiro Honda, Hideo Kawahara, Yasushi Yoneki, Masahiro Yoshida, 1986
- Bouncing con Mr. A.T., Trio with Tyler Mitchell, Art Taylor, 1989
- Moon Train, 1990
- Reflections con Alby Cullaz, Simon Goubert, 1990
- My Second Prime con Charles Bellonzi, Fred Henke, 1990
- Do It con Barry Harris, Reggie Johnson, Art Taylor, 1991
- In New Yorkcon Avery Sharpe, Art Taylor, McCoy Tyner 1991
- Time to Smile con Tom Harrell, Elvin Jones, Cecil McBee, Willie Pickens, 1993
- I'm Confessin' con Jimmy Cobb, Fred Henke, Reggie Johnson, Harold Land, 1992
- Steve Grossman Quartet con Michael Petrucciani with Joe Farnsworth, Andy McKee, Michel Petrucciani, 1998
- Live: Cafe Praga con Charles Bellonzi, Fred Henke, Gilbert Rovère, 2000
- Johnny Griffin & Steve Grossman Quintet con Johnny Griffin, Michael Weiss, Pierre Michelot, Alvin Queen, 2000
- The Bible con Don Alias Bongos, Jan Hammer, Gene Perla, 2006